# ذا لاست كامب فاير
ذا لاست كامب فاير (بالإنجليزية: The Last Campfire)، هي لعبة فيديو بريطانية من نوع ألغاز ومغامرات، وهي من تطوير ونشر شركة هالو غيمز، صدرت اللعبة في الأسواق سنة 2020، وتعمل على منصات بلاي ستيشن 4، مايكروسوفت ويندوز، إكس بوكس ون، نينتندو سويتش وآي أو إس، حيث تدعم اللعبة اللغة العربية.